# Énekes papagáj
Az énekes papagáj (Psephotus haematonotus) a madarak osztályának a papagájalakúak (Psittaciformes) rendjébe, ezen belül a szakállaspapagáj-félék (Psittaculidae) családjába tartozó faj.

## Előfordulása
Ausztrália déli és délkeleti részein fás, bokros és füves területeken honos. A költési időszakban erdőlakó madár, a költési időn kívül nyíltabb, füves területeken tartózkodik.

## Megjelenése
Testhossza 27 centiméter. A hím tollazata élénkzöld színű és vörös folt van a hátán, a tojó alapszíne barnászöld, melle sárgás árnyalatú.
|  |

## Életmódja
A madár párosan vagy kisebb csapatokban él. Magokkal és növényi részekkel táplálkozik, melyeket a talajról szed össze.

## Szaporodása
Költési időszaka augusztustól januárig tart. Ilyenkor üreges faágakat keres, többnyire víz közelében és ott készíti el fészkét. Olykor előfordul, hogy fészkét háztető alá építi.
A fészekalja 4–7 tojásból áll, melyen a tojó 19–20 napig kotlik. A fiókák 30 napos korukban repülnek ki, de a szülők még utána is gondjukat viselik.